# Molash
Molash – wieś w Anglii, w hrabstwie Kent, w dystrykcie Ashford. Leży 27 km na wschód od miasta Maidstone i 78 km na południowy wschód od centrum Londynu. W 2001 miejscowość liczyła 249 mieszkańców.